# Lijst van voetbalinterlands Turkmenistan - Vietnam
Deze lijst van voetbalinterlands is een overzicht van alle officiële voetbalwedstrijden tussen de nationale teams van Turkmenistan en Vietnam. De landen speelden tot op heden zes keer tegen elkaar. De eerste ontmoeting, een kwalificatiewedstrijd voor het Wereldkampioenschap voetbal 1998, werd gespeeld in Asjchabad op 11 mei 1997. Het laatste duel, een vriendschappelijke wedstrijd, vond plaats op 24 oktober 2012 in Ho Chi Minhstad.

## Wedstrijden
| № | Plaats          | Datum            | Competitie             | Wedstrijd              | Uitslag |
| - | --------------- | ---------------- | ---------------------- | ---------------------- | ------- |
| 1 | Asjchabad       | 11 mei 1997      | WK 1998 kwalificatie   | Turkmenistan – Vietnam | 2 – 1   |
| 2 | Ho Chi Minhstad | 8 juni 1997      | WK 1998 kwalificatie   | Vietnam – Turkmenistan | 0 – 4   |
| 3 | Nakhon Sawan    | 30 november 1998 | Aziatische Spelen 1998 | Turkmenistan – Vietnam | 2 – 0   |
| 4 | Ho Chi Minhstad | 5 oktober 2008   | Vriendschappelijk      | Vietnam – Turkmenistan | 2 – 3   |
| 5 | Ho Chi Minhstad | 20 oktober 2009  | Vriendschappelijk      | Vietnam – Turkmenistan | 1 – 0   |
| 6 | Ho Chi Minhstad | 24 oktober 2012  | Vriendschappelijk      | Vietnam – Turkmenistan | 0 – 1   |

## Samenvatting
| Competitie        | Totaal gespeeld | Winst Turkmenistan | Gelijk | Winst Vietnam | Doelsaldo Turkmenistan – Vietnam |
| ----------------- | --------------- | ------------------ | ------ | ------------- | -------------------------------- |
| WK-kwalificatie   | 2               | 2                  | 0      | 0             | 6 − 1                            |
| Aziatische Spelen | 1               | 1                  | 0      | 0             | 2 − 0                            |
| Vriendschappelijk | 3               | 2                  | 0      | 1             | 4 − 3                            |
| Totaal            | 6               | 5                  | 0      | 1             | 12 − 4                           |

AFFA · A-internationals · Bondscoaches · Statistieken · Turkmeens vrouwenelftal · Turkmenistan U21 · Turkmenistan U20 · Turkmenistan U19 · Turkmenistan U17
1992 – 1999 ·
2000 – 2009 ·
2010 – 2019 ·
2020 − 2029
1992 ·
1993 ·
1994 ·
1995 ·
1996 ·
1997 ·
1998 ·
1999 ·
2000 ·
2001 ·
2002 ·
2003 ·
2004 ·
2005 ·
2006 ·
2007 ·
2008 ·
2009 ·
2010 ·
2011 ·
2012 ·
2013 ·
2014 ·
2015 ·
2016 ·
2017 ·
2018 ·
2019 ·
2020 ·
2021 ·
2022
Afghanistan ·
Armenië ·
Azerbeidzjan ·
Bahrein ·
Bangladesh ·
Bhutan ·
Cambodja ·
China ·
Estland ·
Filipijnen ·
Guam ·
Hongkong ·
India ·
Indonesië ·
Irak ·
Iran ·
Japan ·
Jemen ·
Jordanië ·
Kazachstan ·
Kirgizië ·
Koeweit ·
Laos ·
Libanon ·
Litouwen ·
Malediven ·
Maleisië ·
Myanmar ·
Nepal ·
Noord-Korea ·
Oeganda ·
Oezbekistan ·
Oman ·
Pakistan ·
Palestina ·
Qatar ·
Roemenië ·
Saoedi-Arabië ·
Singapore ·
Sri Lanka ·
Syrië ·
Tadzjikistan ·
Taiwan ·
Thailand ·
Verenigde Arabische Emiraten ·
Vietnam ·
Zuid-Korea
VFF · 
A-internationals · 
Vietnamees vrouwenelftal
1991 – 1999 ·
2000 – 2009 ·
2010 – 2019 ·
2020 − 2029
Afghanistan ·
Albanië ·
Australië ·
Bahrein · 
Bangladesh · 
Bosnië en Herzegovina · 
Cambodja · 
China · 
Curaçao ·
Estland · 
Filipijnen · 
Guam · 
Guinee ·
Hongkong · 
India · 
Indonesië · 
Irak ·
Iran · 
Jamaica · 
Japan ·
Jemen · 
Jordanië ·
Kazachstan · 
Kirgizië ·
Koeweit · 
Laos · 
Libanon · 
Macau · 
Malediven · 
Maleisië · 
Mongolië · 
Mozambique ·
Myanmar · 
Nepal · 
Noord-Korea ·
Oezbekistan · 
Oman · 
Palestina ·
Qatar ·
Rusland ·
Saoedi-Arabië · 
Singapore · 
Sri Lanka · 
Syrië · 
Tadzjikistan · 
Taiwan · 
Thailand · 
Turkmenistan · 
Verenigde Arabische Emiraten · 
Zimbabwe · 
Zuid-Korea